# Retroflex, zöngés zárhang
A retroflex, zöngés zárhang egyes beszélt nyelvekben használt mássalhangzó. A nemzetközi fonetikai ábécé (IPA) e hangot a ɖ jellel jelöli, X-SAMPA-jele pedig d`. Mint minden retroflex mássalhangzónak, ennek is úgy képezhető az IPA-jele, hogy a megfelelő alveoláris mássalhangzó jelének (esetünkben az alveoláris, zöngés zárhang d jelének) aljára egy jobbra mutató kampót  illesztünk, vö. d és ɖ. Számos indiai nyelvben, például a hindiben is szembenállás van a hehezetes és sima [ɖ] hang között.

## Jellemzői
A retroflex, zöngés zárhang jellemzői:
- Képzésmódja zárhang (explozíva), ami annyit tesz, hogy létrehozásakor elzáródik a toldalékcsőben haladó légáramlat, majd ez a zár (a nazálisok kivételével) hirtelen feloldódik (felpattan).
- Képzéshelye retroflex, ami eredendően azt jelenti, hogy a nyelvhegy visszahajlításával jön létre, tágabb értelemben viszont annyit tesz, hogy posztalveoláris anélkül, hogy palatalizált lenne. A jellegzetes, nyelvhegy alatti (visszahajlított) képzésmód mellett tehát a nyelv érintkezhet apikálisan (a hegyével) vagy laminálisan (laposan) is.
- Zöngésségi típusa zöngés, így a képzése során rezegnek a hangszalagok.
- Orális mássalhangzó, azaz a levegő a szájon át tudja elhagyni a beszédképző szerveket.
- Centrális mássalhangzó, tehát a légáram a nyelv közepénél halad át, nem pedig a szélénél.
- Légáram-mechanizmusa pulmonikus egresszív, vagyis a levegőt pusztán a tüdővel és a rekeszizommal kilélegezve képezhető, akárcsak a legtöbb más beszédhang.

## Előfordulása
| Nyelv     | Nyelv               | Szó       | IPA          | Jelentés          | Jegyzet                                                            |
| --------- | ------------------- | --------- | ------------ | ----------------- | ------------------------------------------------------------------ |
| angol     | indiai nyelvjárások | dine      | [ɖaɪn]       | ’enni’            | A más nyelvjárásokban használt /d/-nek felel meg. L. angol hangtan |
| bengáli   | bengáli             | ডিম        | [ɖim]        | ’tojás’           |                                                                    |
| hindi     | hindi               | डेढ़        | [ɖeːɽʱ]      | ’másfél’          | L. hindi-urdu hangtan                                              |
| jávai     | jávai               | ./Dhahar  | --           | ’enni’            |                                                                    |
| kannada   | kannada             | ಅಧಸು       | [ʌɖʌsu]      | ’csatlakozni’     |                                                                    |
| malajálam | malajálam           | പാണ്ഡവര്     | [ˈpäːɳɖäʋər] | ’Pandavák’        |                                                                    |
| nihali    | nihali              | [biɖum]   | [biɖum]      | ’egy’             |                                                                    |
| norvég    | norvég              | varde     | [vɑɖːɛ]      | ’jelzőfény’       | L. norvég hangtan                                                  |
| pandzsábi | pandzsábi           | ਮੁੰਡਾ        | [mʊɳɖa]      | ’fiú’             |                                                                    |
| pastu     | pastu               | ډﻙ        | [ɖak]        | ’teli’            |                                                                    |
| svéd      | svéd                | nord      | [nuːɖ]       | ’észak’           | L. svéd hangtan                                                    |
| szárd     | szárd               | cherveddu | [kerˈvɛɖːu]  | ’agy’             |                                                                    |
| szicíliai | szicíliai           | beddu     | [ˈbɛɖːu]     | ’jóképű’          |                                                                    |
| tamil     | tamil               | வண்டி       | [ʋəɳɖi]      | ’kordé, taliga’   | A /ʈ/ allofónja. L. tamil hangtan                                  |
| telugu    | telugu              | అఢరు       | [ʌɖʌru]      | ’felmerülni’      |                                                                    |
| torwali   | torwali             | ?         | [ɖiɣu]       | ’késő délután’    | Magánhangzók között [ɽ]-ként valósul meg.                          |
| urdu      | urdu                | ڈالنا     | [ɖälnä]      | ’tenni, helyezni’ | L. hindi-urdu hangtan                                              |